# آرامگاه امامزاده فضل بن سلیمان
بقعه امامزاده فضل بن سلیمان مربوط به دوره سلجوقیان است و در شهرستان ساوه، جنوب شرق منطقه آوه، واقع شده و این اثر در تاریخ ۲۲ آذر ۱۳۵۵ با شمارهٔ ثبت ۱۳۰۷ به‌عنوان یکی از آثار ملی ایران به ثبت رسیده است.